# 푸나따오기
푸나따오기(학명: Plegadis ridgwayi)는 사다새목 저어새과 따오기아과에 속한 새이다. 푸나는 알티플라노고원을 뜻한다